# Jesper Nelin
Jesper Nelin, né le 3 octobre 1992 à Värnamo, est un biathlète suédois. Il est champion olympique de relais en 2018.

## Biographie
À l'origine Jesper Nelin est un fondeur, prenant part à des compétitions FIS à partir de 2009.
Il est appelé pour la première fois en équipe de Suède de biathlon en 2015. Après deux courses en IBU Cup, il prend part à la Coupe du monde à Östersund, où il est licencié en club, se classant à une bonne 16e place, premiers points en Coupe du monde. Il est sélectionné pour les Championnats du monde 2016 à Oslo où il est notamment septième du relais.
Il obtient son premier podium et victoire en Coupe du monde lors du relais d'Oberhof en janvier 2018.
Le mois suivant, il prend part à ses premiers jeux olympiques à Pyeongchang, comptant notamment une neuvième place à la mass start (son premier top dix) et le titre olympique du relais.
Aux Championnats d'Europe 2019, il remporte deux médailles d'argent, dont celle du sprint, qui est remporté par Tarjei Bø.
Il améliore son meilleur résultat de nouveau en 2020 dans la mass-start de Coupe du monde à Oberhof, avant de se classer notamment onzième dans ce format aux Championnats du monde à Östersund. Un an plus tard, aux Championnats du monde à Pokljuka, il remporte sa première médaille mondiale avec l'argent sur le relais avec Peppe Femling, Martin Ponsiluoma et Sebastian Samuelsson.
Il est en relation avec la biathlète Hanna Öberg jusqu'à l'été 2020. Ils annoncent leur rupture lors de l'épreuve de Coupe du monde en novembre 2020 à Kontiolahti. 

## Palmarès

### Jeux olympiques
| Épreuve / Édition                | Individuel | Sprint | Poursuite | Départ en masse | Relais                         | Relais mixte |
| Jeux olympiques 2018 Pyeongchang | 24e        | 30e    | 18e       | 9e              | Médaille d'or, Jeux olympiques | 11e          |
| Jeux olympiques 2022 Pékin       | 64e        | 55e    | 31e       | —               | 5e                             | —            |

### Championnats du monde
| Édition / Épreuve       | Individuel | Sprint | Poursuite | Mass start | Relais                    | Relais mixte | Relais mixte simple              |
| ----------------------- | ---------- | ------ | --------- | ---------- | ------------------------- | ------------ | -------------------------------- |
| Oslo 2016               | 54e        | 31e    | 38e       | —          | 7e                        | 12e          | Épreuve inexistante à cette date |
| Hochfilzen 2017         | 54e        | 59e    | 44e       | —          | 11e                       | 6e           | Épreuve inexistante à cette date |
| Östersund 2019          | 28e        | 41e    | 33e       | —          | 7e                        | 5e           | —                                |
| Antholz-Anterselva 2020 | 42e        | 19e    | 11e       | 19e        | 10e                       | 11e          | —                                |
| Pokljuka 2021           | 82e        | 17e    | 28e       | 27e        | Médaille d'argent, monde  | —            | —                                |
| Oberhof 2023            | 22e        | 45e    | 23e       | 16e        | Médaille de bronze, monde | —            | —                                |
| Nové Město 2024         | 33e        | 23e    | 41e       | —          | Médaille d'or, monde      | —            | —                                |
| Lenzerheide 2025        | 14e        | 14e    | 11e       | 10e        | 4e                        | —            | —                                |

Légende :
- : première place, médaille d'or
- : deuxième place, médaille d'argent
- : troisième place, médaille de bronze
- — : non disputée par Nelin
- : pas d'épreuve

### Coupe du monde
- Meilleur classement général : 15e en 2023.
- Meilleur résultat individuel : 3e.
- 23 podiums :
  - 1 podium individuel : 1 troisième place.
  - 14 podiums en relais : 4 victoires, 5 deuxièmes places et 5 troisièmes places.
  - 7 podiums en relais mixte : 2 deuxièmes places et 5 troisièmes places.
  - 1 podium en relais mixte simple : 1 deuxième place.

Dernière mise à jour le 25 janvier 2025

#### Classements en Coupe du monde
| Saison    | Classement général final | Individuel | Sprint | Poursuite | Mass start |
| 2015-2016 | 61e                      | nc         | 53e    | 64e       |            |
| 2016-2017 | 89e                      | nc         | nc     | 68e       |            |
| 2017-2018 | 40e                      | nc         | 34e    | 42e       | 38e        |
| 2018-2019 | 40e                      | 26e        | 45e    | 35e       | 43e        |
| 2019-2020 | 31e                      | nc         | 30e    | 30e       | 26e        |
| 2020-2021 | 27e                      | 53e        | 27e    | 25e       | 36e        |
| 2021-2022 | 54e                      | 24e        | 55e    | 63e       |            |
| 2022-2023 | 15e                      | 14e        | 17e    | 19e       | 18e        |
| 2023-2024 | 23e                      | 12e        | 31e    | 26e       | 16e        |
| 2024-2025 | 22e                      | 34e        | 22e    | 25e       | 19e        |

### Championnats d'Europe
- Médaille d'argent au sprint en 2019 à Minsk.
- Médaille d'argent au relais simple mixte en 2019.